# Bazooka (collectief)
Bazooka is een Frans collectief gespecialiseerd in grafische vormgeving dat is opgericht in 1974. 

## Achtergrond
De groep was vooral actief van 1974 tot het einde van 1978. De groep bestaat uit Kiki Picasso (Christian Chapiron), Loulou Picasso (Jean-Louis Dupré), Olivia Clavel, Lulu Larsen, Bernhard Vidal, Jean Rouzaud, soms aangevuld door Phillipe Bailly. 
Het werk kenmerkt zich door de gemengde technieken die worden gebruikt en tot het uiterste gepushed. 
De groep is Punk-geïnspireerd. Ze maken behalve collages ook strips (vooral Clavel en Rouzaud) en meer klassiek tekenwerk.

## Geschiedenis
Na een eerste publicatie in het blad Actuel volgde de eerste eigen uitgave, Bazooka Productions, gevolgd door Loukhoum Breton (Olivia Clavel), en de zines Activité sexuelle normale en Bien dégagé autour des oreilles.
Ze droegen bij aan undergroundstriptijdschriften als Métal Hurlant, L'Écho des Savanes en Hara-Kiri. In 1976 beginnen ze Bulletin Périodique, een blad dat zeven nummers zou bestaan. In 1978 maakten ze Un Regard Moderne, een serie speciale bijlagen voor Libération.
In 2002 begon Loulou Picasso samen met Kiki Picasso een online versie van Un Regard Moderne waarvoor hij Olivia Clavel en andere kunstenaars uitnodigde bij te dragen. Het kwam ze in 2003 echter op een proces te staan van het Franse persbureau AFP wegens schendingen van auteursrecht op gebruikt beeld. In 2005 stopte het initiatief en Un Regard Moderne werd vanaf dat moment een persoonlijke blog van Loulou Picasso.